# Gogoguhé
Gogoguhé est une localité de l'ouest de la Côte d'Ivoire, et appartenant au département d'Issia, dans la région du Haut-Sassandra. La localité de Gogoguhé est un chef-lieu de commune.